# Исодика
Исодика (V век до н. э.) — древнегреческая аристократка из рода Алкмеонидов, жена Кимона, мать Лакедемония. Возможно, в некоторых источниках превратилась из-за порчи текста в жительницу города Клейтор в Аркадии.

## Биография
Сохранившиеся источники сдержат скудные данные об Исодике. Известно, что она принадлежала к древнему аристократическому роду Алкмеонидов, была дочерью Евриптолема и внучатой племянницей реформатора Клисфена. По разным гипотезам учёных, на рубеже 480-х и 470-х годов до н. э., приблизительно в 480 году или в 470-х годах Исодика стала женой Кимона из рода Филаидов, и этот брак скрепил союз трёх семейств (Алкмеонидов, Филаидов и Кериков), направленный против народной «партии» Фемистокла. Исодика родила трёх сыновей — близнецов Лакедемония с Улием и Фессала. Она умерла раньше мужа, и Кимон, горячо её любивший, был, по словам Плутарха, «вне себя от горя». Чтобы его утешить, один из поэтов (по версии Панетия, «естествоиспытатель Архелай») написал цикл элегий.
Плутарх со ссылкой на историка V века до н. э. Стесимброта приводит альтернативную версию о том, что женой Кимона была жительница города Клейтор в Аркадии, но исследователи не доверяют этому сообщению. По одному из мнений, эти данные появились из-за порочащих Лакедемония слухов, которые распускал его политический противник Перикл. Существуют и гипотезы о порче текста, в результате которой гипотетическая первая жена Кимона по имени Клейто превратилась в клейторийку либо «осквернённая женщина» (др.-греч. γυναικός... άλιτηρίας) Исодика, принадлежавшая к проклятому роду Алкмеонидов, превратилась в «женщину из Клейтора» (др.-греч. γυναικός... Κλειτορίας).